# 圣胡安包蒂斯塔 (埃雷拉省)
圣胡安包蒂斯塔是巴拿马埃雷拉省奇特雷区的一个城市，2010年是人口为11,823，该市设立于1998年7月29日。 2000年时该市人口为10,645人。